# Altena (Nadrenia Północna-Westfalia)
Altena – miasto w Niemczech, w kraju związkowym Nadrenia Północna-Westfalia, w rejencji Arnsberg, w powiecie Märkischer Kreis. Liczy 18 277 mieszkańców (2010). 

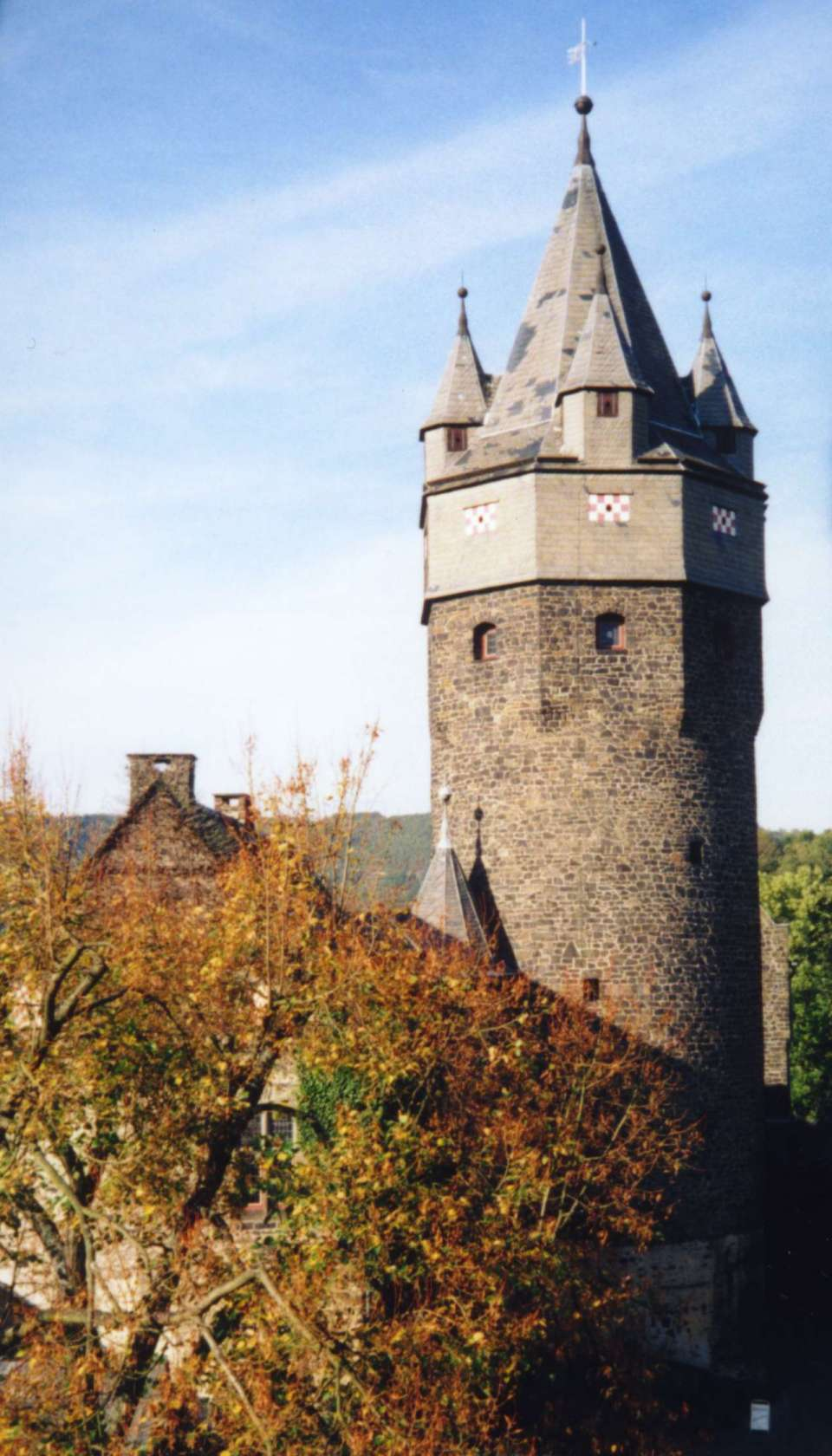
Wieża strzelnicza zamku Altena

## Miasta partnerskie
- Blackburn, Wielka Brytania
- Péronne, Francja
- Pińsk, Białoruś